# Línea Figueras Perpignan
Línea Figueras Perpignan S.A. o LFP es una empresa administradora de infraestructuras ferroviarias participada al 50% por los dos gestores de infraestructuras nacionales de España y Francia, esto es, Adif y SNCF Réseau, que administra la línea de alta velocidad Perpiñán-Figueras.
Anteriormente la administraba la empresa TP Ferro Concesionaria, S.A., que estaba participada al 50% por Eiffage y ACS, y con sede en Llers (Gerona). Cedió todas sus actividades y personal a Línea Figueras Perpignan, S.A. en 2016.

## Historia
Francia y España firmaron un acuerdo el 10 de octubre de 1995 por el cual el tramo internacional de la línea de alta velocidad que uniría los dos países se daría en concesión, y creaban una sociedad denominada «Comisión Intergubernamental hispano-francesa» (CIG) que se encargaba del proceso de negociación.
El Consejo de Ministros de España autorizó la licitación de la concesión el 23 de febrero de 2001, aunque finalmente esta primera concesión no llegó a buen puerto por discrepancias con las condiciones de las empresas finalmente seleccionadas. El 25 de abril de 2003 se disuelve el primer proceso y se inicia un segundo y definitivo. La sociedad TP Ferro fue creada por ACS y Eiffage para presentar una candidatura al concurso. Se presentaron cuatro candidaturas, de las que se preseleccionó a 2, TP Ferro y Ferromed (participada por las compañías públicas GIF y RFF) y se inició un proceso de negociación. Finalmente, el 11 de julio de 2003 el Consejo de Ministros de España autorizó a adjudicar la concesión a TP Ferro.
Desde el 19 de diciembre de 2010 circulan trenes TGV entre España y Francia, aunque inicialmente solo desde Figueras, y desde el 21 de diciembre de 2010 también lo hacen trenes de mercancías desde la estación de Morrot, en el puerto de Barcelona. Después de que el 9 de enero de 2013 se terminase el tramo Barcelona-Figueras de la Línea de alta velocidad Madrid-Zaragoza-Barcelona-Frontera francesa circularon trenes AVE desde Madrid hasta Figueras para transbordar allí con trenes TGV hasta París. Tras diversos retrasos debidos a las homologaciones de los trenes españoles en Francia y de los franceses en España, desde el 15 de diciembre de 2013 los trenes AVE enlazan directamente Madrid con diversas ciudades francesas, y los trenes TGV comunican Barcelona con París.

## Concesión
TP Ferro se encargó de la construcción y la explotación completa del tramo concedido. El tramo tiene un presupuesto de construcción de 952 millones de euros antes de impuestos, un 60% de los cuales procede de las administraciones española, francesa y comunitaria. La mayor complejidad del tramo es el túnel de El Pertús, bajo la frontera y de 8,3 kilómetros de longitud. El contrato incluye una subvención de 540 millones de euros. Las obras en zona española tienen subvención sobre el IVA no recuperable.
El tramo Perpiñán-Figueras es el primero que permite unir Francia y España sin necesidad de cambio de ancho. Se inicia en Le Soler, donde conecta con la línea ferroviaria convencional Perpiñán-Port Bou, y en un futuro con la línea de alta velocidad Nimes-Perpiñán. Recorre 44,4 kilómetros hasta Llers, donde conecta con la línea de alta velocidad Madrid-Zaragoza-Barcelona-Frontera Francesa y con la línea convencional Cervera-Barcelona gracias a la instalación de ancho mixto mediante tercer carril.
Por el tramo circulan trenes de pasajeros de alta velocidad y trenes de mercancías de toda Europa que quieran evitar el transbordo por la línea convencional.
La concesión se realizó inicialmente por 50 años, aunque posteriormente fue ampliada a 53 ya que los retrasos en la unión con las líneas de Francia y España provocaron el pago de una indemnización y el aumento de la concesión.
Debido al bajo nivel de tráfico, desde 2014 la concesionaria renegoció el contrato y el 19 de marzo de 2015 presentó preconcurso de acreedores, que evitó el 6 de julio de 2015 con una aportación extraordinaria de dos millones de euros por parte de sus accionistas, lo que garantiza la continuidad de la compañía hasta marzo de 2016.
El 1 de septiembre de 2015 el Juzgado de lo Mercantil de Gerona acepta la declaración de concurso de acreedores, que TP Ferro solicitó voluntariamente durante el mes de julio, al no lograr refinanciar su deuda ni con sus bancos ni con los gobiernos de España y Francia. El juzgado otorga a la concesionaria un plazo de dos meses para que presente un informe sobre la compañía; posteriormente, la firma podrá presentar su propuesta de convenio y su plan de viabilidad para superar la insolvencia. Todo ello no afectará a la explotación de la concesión.
TP Ferro ha solicitado 420 millones de indemnización a las administraciones española y francesa, basándose en que se trata de una concesión administrativa y porque no se han cumplido las previsiones de tráfico iniciales.